# السحديدة (بعدان)

تعديل مصدري - تعديل

السحديدة محلة تابعة لقرية السور، التابعة لعزلة حيسان بمديرية بعدان إحدى مديريات محافظة إب في الجمهورية اليمنية، بلغ تعداد سكانها 28 حسب تعداد اليمن لعام 2004.